# Boca (Obitelj Soprano)
"Boca" je deveta epizoda HBO-ove televizijske serije Obitelj Soprano. Napisali su je Jason Cahill, Robin Green i Mitchell Burgess, režirao Andy Wolk, a originalno je emitirana 7. ožujka 1999.

## Radnja
Meadowin nogometni trener, Don Hauser, zbog uspjeha koji ostvaruje na terenu omiljen je među očevima djevojaka iz njegove momčadi uključujući Tonyja Soprana, Artieja Bucca i Silvija Dantea. Tri oca nakon još jedne pobjede pozivaju Hausera u Bada Bing na piće. Međutim, The Star Ledger ubrzo izvještava da Hauser preuzima dužnost trenera na Sveučilištu Rhode Islanda, a očevi iz mafije ga pokušaju zastrašiti tako da ostane na svojem starom položaju. Paulie pred trenerovu kuću dostavlja ogromni televizor i inzistira da ga ovaj uzme. Christopher vraća trenerova "izgubljenog psa" nakon što ga je prethodno sam ukrao. 
Javlja se uznemirenost i među djevojkama iz nogometne momčadi. Otkriva se kako trener održava dugotrajnu seksualnu vezu s jednom od svojih igračica, Ally Vandermeed, dobrom Meadowinom prijateljicom. Nakon što Ally čuje kako će se trener preseliti, pokuša se ubiti prerezavši zapešća dok joj suigračice piju u parku. Nakon što Tony i Carmela čuju za pokušaj samoubojstva, Meadow im kaže za vezu između trenera i igračice.
U međuvremenu, Junior preko vikenda posjećuje Boca Raton s Bobbi, svojom djevojkom proteklih 16 godina. Bobbi otkriva kako Junior voli oralni seks, ali on ne voli da ona o tome priča jer smatra kako bi priča mogla nauditi njegovoj reputaciji u obitelji DiMeo. On joj kaže da nikome ne govori o tome. Bobbi nakon povratka u frizerskom salonu počne pričati o svojem seksualnom životu, ali joj frizerka kaže kako od sada mora biti diskretna po tom pitanju. Međutim, njezine prijateljice u međuvremenu već počnu tračati o Juniorovom posebnom talentu. Ta glasina dolazi do Carmeline prijateljice, a na kraju i do Tonyja. Nakon što se Junior tijekom partije golfa počne izrugivati Tonyju, Tony se osvećuje prikrivenom šalom o oralnom zadovoljavanju upućenoj Junioru. Junior odgovara referencom na Tonyjevu terapiju. Kasnije, bijesni Junior upada u Bobbin ured. Tako je bijesan da ga ona počne moliti da je ne udari. Umjesto toga, on joj u lice natrlja puding od limuna i ode, rekavši uplakanoj Bobbi da je njihova veza gotova.
Nakon što Tony sazna za trenerovu aferu s učenicom, počne smišljati kako će ga ubiti iz osvete. Nakon posjeta dr. Melfi, koja ga upita zašto misli da je njemu povjereno pravo na ispravljanje društvenih nepravdi, i nakon što čuje kako Artie traži pravnu zadovoljštinu, Tony otkazuje ubojstvo, a trenera uhićuje policija. Tony nakon toga dolazi kući nakon noći opijanja na Prozacu i počne se hvaliti Carmeli (i Meadow koja prisluškuje) kako "nije nikome naudio".

## Glavni glumci
- James Gandolfini kao Tony Soprano
- Lorraine Bracco kao Dr. Jennifer Melfi
- Edie Falco kao Carmela Soprano
- Michael Imperioli kao Christopher Moltisanti
- Dominic Chianese kao Corrado Soprano, Jr.
- Vincent Pastore kao Big Pussy Bonpensiero *
- Steven Van Zandt kao Silvio Dante
- Tony Sirico kao Paulie Gualtieri
- Robert Iler kao Anthony Soprano, Jr.
- Jamie-Lynn Sigler kao Meadow Soprano
- Nancy Marchand kao Livia Soprano

* samo potpis

### Gostujući glumci
- John Ventimiglia kao Artie Bucco
- John Heard kao Vin Makazian
- Katherine Narducci kao Charmaine Bucco

#### Ostali gostujući glumci
| - Al Sapienza kao Mikey Palmice - Robyn Peterson kao Bobbi Sanfillipo - Kevin O'Rourke kao Trener Don Hauser - Tony Darrow kao Larry Boy Barese - Joe Badalucco, Jr. kao Jimmy Altieri - Richard Portnow kao Tužitelj Melvoin - Cara Jedell kao Ally Vandermeed - Candace Bailey kao Deena Hauser - Jaclyn Tohn kao Heather Dante - Donna Marie Recco kao Bebe - Nell Balaban kao recepcionar | - Moises Belizario kao čovjek iz FBI-a - Mary Ellen Cravens kao Taylor - Elaine del Valle kao konobarica - Steve "Inky" Ferguson kao Moldonado - Brian Guzman kao dostavljač - Mark Hartman kao Capman - Patrick Husted kao konobar - Marissa Jedell kao Becky - Joyce Lynn O'Connor kao Shelly Hauser - Annika Pergament kao TV reporter - John Nacco kao izvođač radova - Bill Winkler kao nogometni sudac |

## Naslovna referenca
- Boca Raton, Florida je odmorište Juniora Soprana koje posjećuje tijekom ove epizode.
- Bocca je talijanska riječ za usta; trač i tajne su glavna tema u ovoj epizodi, kao i Juniorova sposobnost oralnog zadovoljavanja.

## Produkcija
- U ovoj se epizodi pogrešno navodi lokacija Sveučilišta Rhode Islanda (Providence), iako je ono zapravo smješteno u Kingstonu na drugoj strani države. Međutim, sveučilište ima satelit kampus (Feinstein Campus) u Providenceu, ali sportske momčadi sveučilišta igraju u Kingstonu.
- Igračice ženske nogometne momčadi Roxbury High Schoola iz (Succasunna-Kenvil, New Jersey) poslužile su kao statistice i za protivničku momčad i za članice Meadowine momčadi.  Momčad je iskoristila ovu priliku kao sredtsvo prikupljanja novca.
- Junior Mikeyju Palmiceu spominje "Braću Escobedo" kad objašnjava kako je moguće da psihijatar svjedoči protiv pacijenta. To je referenca na braću Menendez iz Beverly Hillsa koji su ubili svoje roditelje, a policiji ih je odao njihov psihijatar.

## Poveznice sa sljedećim epizodama
- Junior se navodno skriva u Boci u sekvenci prisjećanja u epizodi treće sezone "...To Save Us All from Satan's Power".

## Glazba
- U ranoj sceni, Meadow i njezine prijateljice gledaju spot sastava Morphine za pjesmu "Buena", a pjesma svira i tijekom odjavne špice

## Vanjske poveznice
- Boca u internetskoj bazi filmova IMDb-a